# Львувек (гміна)
Гміна Львувек (пол. Gmina Lwówek) — місько-сільська гміна у північно-західній Польщі. Належить до Новотомиського повіту Великопольського воєводства.
Станом на 31 грудня 2011 у гміні проживало 9340 осіб.

## Територія
Згідно з даними за 2007 рік площа гміни становила 183.50 км², у тому числі:
- орні землі: 73.00%
- ліси: 19.00%

Таким чином, площа гміни становить 18.14% площі повіту.

## Населення
Станом на 31 грудня 2011:
| Опис     | Загалом | Загалом | Чоловіки | Чоловіки | Жінки | Жінки |
| -------- | ------- | ------- | -------- | -------- | ----- | ----- |
| одиниця  | осіб    | %       | осіб     | %        | осіб  | %     |
| все      | 9340    | 100     | 4631     | 49.58    | 4709  | 50.42 |
| міське   | 3047    | 100     | 1465     | 48.08    | 1582  | 51.92 |
| сільське | 6293    | 100     | 3166     | 50.31    | 3127  | 49.69 |

## Сусідні гміни
Гміна Львувек межує з такими гмінами: Душники, Квільч, Куслін, М'єндзихуд, Медзіхово, Новий Томишль, Пневи.